# Stiftung Mitarbeit
Die Stiftung Mitarbeit ist eine deutsche Stiftung mit Sitz in Bonn. Stiftungszweck ist die Förderung der Demokratie-Entwicklung. Die Stiftung wurde 1963 gegründet. Sie unterstützt bürgerschaftliches Engagement, Selbsthilfeaktivitäten und den Ausbau der Bürgerbeteiligung.
Die Stiftung ist Unterzeichnerin der Initiative Transparente Zivilgesellschaft.

## Handlungsfelder
- Publikationen und Öffentlichkeitsarbeit
- Fachtagungen und Methodenseminare
- Projekte und Modellvorhaben
- Beratungsangebote für Initiativen und politische Organisationen
- bundesweite Förderung von Vernetzungs- und Kooperationsprojekten
- Starthilfeförderung für neue Initiativen

## Publikationen und Netzwerke
Die Stiftung Mitarbeit gibt regelmäßig Publikationen im Eigenverlag heraus, sowohl online als auch als Printmedien. Im vierteljährlichen Newsletter „mitmachen“ informiert sie ganz allgemein über ihre Arbeit. Weiterhin veröffentlicht sie jährlich mehrere Bücher (zumeist Ratgeber und Handreichungen), rund um die Themen Bürgerschaftliches Engagement und Bürgerbeteiligung. Im Online-Portal „Wegweiser Bürgergesellschaft“ bündelt sie vielfältige Informationsangebote zu Fragen des bürgerschaftlichen Engagements und der Bürgerbeteiligung in Deutschland.
Daneben hat die Stiftung das Netzwerk Bürgerbeteiligung ins Leben gerufen, das dem Ausbau dialogorientierter Demokratieansätze gewidmet ist. Im Rahmen des Netzwerks publiziert die Stiftung vierteljährlich den „eNewsletter Netzwerk Bürgerbeteiligung“, der überwiegend Beiträge von Mitgliedern des Netzwerks enthält. Als Untergruppe des Netzwerks organisiert die Stiftung das „Netzwerk kommunaler Partiziaptionsbeauftragter“, das speziell dem Erfahrungsaustausch zur Praxis kommunaler Bürgerbeteiligung für Mitarbeitende von Kommunalverwaltungen gewidmet ist. Seit 1995 richtet die Stiftung die jährliche Tagung „Demokratie und Bürgerbeteiligung“ in der Evangelischen Akademie Loccum aus.
In den 2010er begann die Stiftung sich für die Schaffung von sogenannten kommunalen Leitlinien für Beteiligung zu engagieren. Mit diesen soll der nicht-verfassten (informellen) Bürgerbeteiligung in den Kommunen ein verbindlicher Rahmen gegeben werden. Die Stiftung versteht Leitlinien als wesentliches Instrument zur Sicherung der Qualität von Beteiligung in der Kommune. Sie bietet hierzu umfangreiche Publikationen an und berät Kommunen auch direkt bei Fragen der Einführung von Leitlinien (so beispielsweise die Bundesstadt Bonn). Daneben wurden aus dem Netzwerk Bürgerbeteiligung Qualitätskriterien für gute Beteiligung entwickelt. Mit ihren Aktivitäten im Bereich Bürgerbeteiligung gehört die Stiftung in Deutschland zu einem der maßgeblichen Akteure in diesem Tätigkeitsfeld.

## Gremien
Die Stiftung verfügt über einen Stiftungsrat, ein Kuratorium sowie den geschäftsführenden Vorstand. Im Kuratorium der Stiftung sitzen unter anderem Gerald Häfner, Ulrike Poppe, Robert Menasse, Ortwin Renn, Henning Scherf und Marianne Birthler, vormals Richard von Weizsäcker und Walter Scheel. Vorsitzender des Stiftungsrates ist Tobias Kemnitzer, Vorsitzender des Vorstandes ist Hanns-Jörg Sippel.

## Finanzen
Die Stiftung finanziert ihre Arbeit überwiegend aus öffentlichen Mitteln, die durch Spenden und Einnahmen aus Tagungen, Projekten und Publikationen ergänzt werden. Das Bundesministerium des Innern fördert die Stiftung jährlich, im Jahr 2016 betrug die Zuwendung 500.000 Euro. Darüber hinaus erhielt die Stiftung im Jahr 2016 zweckgebundene Projektzuschüsse von der Bundeszentrale für politische Bildung für einzelne Bildungsveranstaltungen. Aufsichtsbehörde ist die Senatsverwaltung für Justiz des Landes Berlin.